# 174th Street Yard
El 174th Street Yard es un patio ferroviario subterráneo del Metro de Nueva York, y actualmente es usado por los trenes del servicio C. Está compuesta por cinco vías que rodean a las tres vías principales. Tres vías están al oeste del centro de la ciudad (downtown) y dos al este (uptown). El patio está localizado a seis cuadras al norte de la estación de la Calle 168 y adyacente al este de la estación de la Calle 175. Las vías que llevan a la estación de la calle 168 son usadas por los trenes del servicio C.
Este patio subterráneo puede albergar hasta trenes completos de 3 vagones, a pesar de tener cinco vías férreas, en la cual debería de llevar al Puente George Washington hacia Nueva Jersey, pero nunca se hizo realidad debido a la Segunda Guerra Mundial.